# Bandera de La Concha Masculina
La Bandera de La Concha es una competición de traineras que se celebra los dos primeros domingos de septiembre en la bahía de la Concha en San Sebastián. Celebrada desde 1879 en categoría masculina y desde 2008 en femenina.
También llamada coloquialmente «la olimpiada del remo» es la regata de traineras más prestigiosa de la temporada. Actualmente forma, junto a la Liga ACT/San Miguel y el Campeonato de España, la tríada de competiciones más importantes de esta especialidad náutica.[cita requerida]

## Modo de regata
La regata se rema al modo tradicional, esto es, en dos tandas de cuatro traineras cada una, sobre tres millas náuticas y a doble jornada pero con la salvedad de que se rema a una sola ciaboga y, por tanto, solo dos largos en lugar de los cuatro habituales. Las balizas de salida y meta se ubican cerca de la playa y, las exteriores, fuera de la bahía.[cita requerida]
Siete de los barcos que compiten deben clasificarse en una regata eliminatoria contrarreloj que se celebra en el mismo campo de regatas el jueves inmediatamente anterior a la primera jornada. Para poder participar en esta regata clasificatoria deben haber sido invitados por la organización que fija unos criterios a tal efecto. En los últimos años en los que la creación de ligas regulares ha dotado al deporte del remo de unas ciertas estructuras de competición, la organización de la prueba invita a los integrantes de la Liga ACT y a los mejores de la Liga ARC y la Liga ALN, esto es, clubes vascos, cántabros, asturianos y gallegos. El octavo barco ha de ser el anfitrión y, por tanto, un equipo donostiarra. Cuando hay más de un equipo donostiarra con trainera, la plaza se gana en una regata clasificatoria contrarreloj que se celebra durante la Semana Grande de San Sebastián.[cita requerida]

## Historia
Exceptuando el período de la Guerra Civil y algunos años de finales del siglo XIX y principios del XX, como en el período de 1882 a 1888, de 1902 a 1907 o de 1912 a 1914, la regata viene celebrándose ininterrumpidamente desde su creación en 1879.
En 1972, en la edición número 77 (si bien aquel año se presentó como la 70.ª edición), que se celebró los días 3 y 13 de septiembre de ese año debido al retraso de la segunda jornada, inicialmente prevista para el día 10, a causa de las malas condiciones de la mar; la competición tuvo la particularidad de que se organizó por primera vez una regata clasificatoria en Fuenterrabía debido al gran número de traineras participantes.
La regata la ganó el equipo de Orio, que de esa manera consiguió su 22ª Bandera y tercera que ganaba de manera consecutiva tras vencer en ambas jornadas; seguidos por el Club Náutico y de Pesca de Getaria a 21 segundos de diferencia, y el Club de Remo Santander. El equipo cántabro, que por primera vez había logrado clasificarse para la regata donostiarra, consiguió un magnífico resultado, ya que además de quedar en tercer lugar en la clasificación general, realizó el mejor tiempo en la segunda jornada. Por otro lado, el Club de remo de Beraun resultó descalificado en la segunda jornada por no respetar su calle.[cita requerida]

## Féminas
En septiembre de 2008 se organiza la primera Bandera femenina de la regata, a la cual acuden ocho equipos: tres traineras guipuzcoanas: Guetaría-Zumaya, Fuenterrabía y Tolosa, la vizcaína de Arkote-Dermitek, la cántabra de Astillero (que remó con chicas de este club y refuerzos de La Maruca y Colindres), una selección de remeras gallegas que acude a la cita bajo el nombre de Galicia y dos traineras catalanas: el Club de Rem Badalona y el Club de Rem Colera que paradójicamente son los 2 primeros equipos que participan en la Bandera de la Concha sin pertenecer a ninguna comunidad autónoma del litoral Cantábrico ni de Galicia.
La regata se desarrolla sobre 2778 metros (1.5 millas náuticas), es decir, la mitad que la masculina y la ganadora se lleva la bandera de la ciudad y 12000 euros. La eliminatoria previa se realiza en modalidad contrarreloj y las cuatro primeras clasificadas acuden a la final, que se disputa una hora antes que la regata masculina.

## Palmarés masculino
| Edición  | Año      | Localidad ganadora               | Patrón                         |
| I        | 1879     | San Sebastián                    | Juan Cruz Carril               |
| II       | 1880     | Pasajes San Pedro                | Sarria                         |
| III      | 1881     | Fuenterrabía                     | León Berrotaran                |
| -        | 1882     | -                                |                                |
| IV       | 1883     | San Sebastián                    | Joxe Jabier Uresberueta        |
| -        | 1884     | -                                |                                |
| -        | 1885     | -                                |                                |
| -        | 1886     | -                                |                                |
| V        | 1887     | San Sebastián                    | José Mari Iturriza             |
| -        | 1888     | -                                |                                |
| VI       | 1889     | San Sebastián                    | Luis Carril                    |
| VII      | 1890     | San Sebastián                    | Luis Carril                    |
| VIII     | 1891     | San Sebastián                    | Francisco Zubiaurre "Kiriko"   |
| IX       | 1892     | San Sebastián                    | Francisco Zubiaurre "Kiriko"   |
| -        | 1893     | -                                |                                |
| X        | 1894     | San Sebastián                    | Francisco Zubiaurre "Kiriko"   |
| XI       | 1895     | Guetaria                         | Francisco Arregi               |
| XII      | 1896     | Guetaria                         | Francisco Arregi               |
| XIII     | 1897     | San Sebastián                    | Francisco Silva                |
| XIV      | 1898     | Ondárroa                         | Manuel Beitia                  |
| XV       | 1899     | Pasajes de San Pedro             | Lucas Iturralde                |
| XVI      | 1900     | Guetaria                         | Domingo Cobeñas                |
| XVII     | 1901     | Orio                             | Manuel Olaizola                |
| -        | 1902     | -                                |                                |
| XVIII    | 1903     | Guetaria                         | Francisco Arregi               |
| -        | 1904     | -                                |                                |
| -        | 1905     | -                                |                                |
| XIX      | 1906     | Pasajes San Pedro                | Bixente Sarria                 |
| -        | 1907     | -                                |                                |
| -        | 1908     | -                                |                                |
| XX       | 1909     | Orio                             | Manuel Olaizola                |
| XXI      | 1910     | Orio                             | Manuel Olaizola                |
| XXII     | 1911     | Guetaria                         | Francisco Arregi               |
| -        | 1912     | -                                |                                |
| -        | 1913     | -                                |                                |
| -        | 1914     | -                                |                                |
| XXIII    | 1915     | San Sebastián                    | Soterotxo Bakeriza             |
| XXIV     | 1916     | Orio                             | Manuel Olaizola                |
| XXV      | 1917     | Pasajes San Pedro                | Manuel Arrillaga "Aita Manuel" |
| XXVI     | 1918     | San Sebastián                    | Francisco Zubiaurre "Kiriko"   |
| XXVII    | 1919     | Orio                             | Manuel Olaizola                |
| XXVIII   | 1920     | San Sebastián                    | Francisco Zubiaurre "Kiriko"   |
| XXIX     | 1921     | Pasajes (La Unión)               | Manuel Arrillaga "Aita Manuel" |
| XXX      | 1922     | San Sebastián                    | Soterotxo Bakeriza             |
| XXXI     | 1923     | Orio                             | Antonio María Uranga           |
| XXXII    | 1924     | Pasajes de San Juan              | Francisco Laboa "Matxet"       |
| XXXIII   | 1925     | Orio                             | Antonio María Uranga           |
| XXXIV    | 1926     | Ondárroa                         | Juan B. Beitia                 |
| XXXV     | 1927     | Pasajes San Pedro                | Manuel Arrillaga "Aita Manuel" |
| XXXVI    | 1928     | Pasajes San Pedro                | Manuel Arrillaga "Aita Manuel" |
| XXXVII   | 1929     | Pasajes San Pedro                | Manuel Arrillaga "Aita Manuel" |
| XXXVIII  | 1930     | Pasajes San Pedro                | Manuel Arrillaga "Aita Manuel" |
| XXXIX    | 1931     | Pasajes San Pedro                | Manuel Arrillaga "Aita Manuel" |
| XL       | 1932     | Pasajes San Pedro                | Manuel Arrillaga "Aita Manuel" |
| XLI      | 1933     | Orio                             | Domingo Mitxelena              |
| XLII     | 1934     | Orio                             | Domingo Mitxelena              |
| XLIII    | 1935     | Pasajes San Pedro                | Manuel Arrillaga "Aita Manuel" |
| -        | 1936     | -                                |                                |
| -        | 1937     | -                                |                                |
| -        | 1938     | -                                |                                |
| XLIV     | 1939     | Orio (1)                         | Antonio María Uranga           |
| XLV      | 1940     | Orio                             | José Mari Urdangarin           |
| XLVI     | 1941     | Fuenterrabía                     | Roman Agirre                   |
| XLVII    | 1942     | Orio                             | Domingo Mitxelena              |
| XLVIII   | 1943     | Fuenterrabía                     | Pedro González                 |
| XLIX     | 1944     | Orio                             | Domingo Mitxelena              |
| L        | 1945     | Pedreña                          | José Bedia                     |
| LI       | 1946     | Pedreña                          | José Bedia                     |
| LII      | 1947     | Fuenterrabía                     | Bernardo Elduaien              |
| LIII     | 1948     | Fuenterrabía                     | Bernardo Elduaien              |
| LIV      | 1949     | Pedreña                          | José Bedia                     |
| LV       | 1950     | San Sebastián (CD Esperanza)     | Antonio Korta "Pintxan"        |
| LVI      | 1951     | Orio                             | Ignacio Sarasua                |
| LVII     | 1952     | Orio                             | Ignacio Sarasua                |
| LVIII    | 1953     | Orio                             | Ignacio Sarasua                |
| LIX      | 1954     | Sestao (Iberia)                  | Andoni Arraiz                  |
| LX       | 1955     | Orio                             | Ignacio Sarasua                |
| LXI      | 1956     | Pasajes de San Juan              | José Ángel Lujanbio            |
| LXII     | 1957     | Aginaga                          | Ramon Arreseigor               |
| LXIII    | 1958     | Orio                             | Ignacio Sarasua                |
| LXIV     | 1959     | Sestao                           | Andoni Arraiz                  |
| LXV      | 1960     | Aginaga                          | Klaudio Etxeberria "Gorria"    |
| LXVI     | 1961     | Pasajes de San Juan              | Bibiano Etxabe                 |
| LXVII    | 1962     | Pasajes de San Juan              | Bibiano Etxabe                 |
| LXVIII   | 1963     | Pasajes de San Juan              | Bibiano Etxabe                 |
| LXIX     | 1964     | Orio                             | Klaudio Etxeberria "Gorria"    |
| LXX      | 1965     | Hondarribia                      | José Ángel Lujanbio            |
| LXXI     | 1966     | Hondarribia                      | José Ángel Lujanbio            |
| LXXII    | 1967     | Hondarribia                      | José Ángel Lujanbio            |
| LXXIII   | 1968     | Hondarribia                      | José Ángel Lujanbio            |
| LXXIV    | 1969     | Lasarte                          | Klaudio Etxeberria "Gorria"    |
| LXXV     | 1970     | Orio                             | Juan Lizarralde "Altxerri"     |
| LXXVI    | 1971     | Orio                             | Juan Lizarralde "Altxerri"     |
| LXXVII   | 1972     | Orio                             | Juan Lizarralde "Altxerri"     |
| LXXVIII  | 1973     | Lasarte                          | Antonio Oliden                 |
| LXXIX    | 1974     | Orio                             | Juan Lizarralde "Altxerri"     |
| LXXX     | 1975     | Orio                             | Juan Lizarralde "Altxerri"     |
| LXXXI    | 1976     | Pedreña                          | Ruben Laso                     |
| LXXXII   | 1977     | Santurce                         | Koldo Urtiaga                  |
| LXXXIII  | 1978     | Sestao (Kaiku)                   | Norberto Torres "Txirri"       |
| LXXXIV   | 1979     | Santurce                         | Koldo Urtiaga                  |
| LXXXV    | 1980     | Sestao (Kaiku)                   | Norberto Torres "Txirri"       |
| LXXXVI   | 1981     | Sestao (Kaiku)                   | Norberto Torres "Txirri"       |
| LXXXVII  | 1982     | Sestao (Kaiku)                   | Norberto Torres "Txirri"       |
| LXXXVIII | 1983     | Orio                             | Juan Lizarralde "Altxerri"     |
| LXXXIX   | 1984     | Zumaya                           | Klaudio Etxeberria "Gorria"    |
| XC       | 1985     | Santurce                         | Jesus Fernández Cirilo "Roque" |
| XCI      | 1986     | Pasajes de San Juan (Koxtape)    | Juan Mari Lujanbio             |
| XCII     | 1987     | Zumaya                           | Edu Aristi                     |
| XCIII    | 1988     | Pasajes de San Juan (Koxtape)    | Juan Mari Lujanbio             |
| XCIV     | 1989     | Pasajes de San Pedro             | Juan Carlos Fontan             |
| XCV      | 1990     | Pasajes de San Juan (Koxtape)    | Juan Mari Lujanbio             |
| XCVI     | 1991     | Pasajes de San Pedro             | Juan Carlos Fontan             |
| XCVII    | 1992     | Orio                             | José Luis Korta                |
| XCVIII   | 1993     | Pasajes de San Pedro             | Juan Carlos Fontan             |
| XCIX     | 1994     | Pasajes de San Pedro             | Juan Carlos Fontan             |
| C        | 1995     | Pasajes de San Juan (Donibaneko) | Juan Mari Lujanbio             |
| CI       | 1996     | Orio                             | Juan Mari Larrañaga "Txiki"    |
| CII      | 1997     | Orio                             | Juan Mari Larrañaga "Txiki"    |
| CIII     | 1998     | Orio                             | Juan Mari Larrañaga "Txiki"    |
| CIV      | 1999     | Pasajes de San Juan (Koxtape)    | Joseba Arbona                  |
| CV       | 2000     | Orio                             | Oscar Rodríguez                |
| CVI      | 2001     | Castro                           | José Luis Korta                |
| CVII     | 2002     | Castro                           | Juan Mari Lujanbio             |
| CVIII    | 2003     | Astillero                        | Izortz Zabala                  |
| CIX      | 2004     | Astillero                        | Izortz Zabala                  |
| CX       | 2005 (2) | Hondarribia                      | Ioseba Amunarriz               |
| CXI      | 2006     | Castro                           | Cristian Garma                 |
| CXII     | 2007     | Orio                             | Irakoitz Etxeberria            |
| CXIII    | 2008     | Castro                           | Iker Gimeno                    |
| CXIV     | 2009     | Sestao (Kaiku)                   | Asier Zurinaga                 |
| CXV      | 2010     | Bermeo                           | Asier Arego                    |
| CXVI     | 2011     | Bermeo                           | Gorka Aranberri                |
| CXVII    | 2012     | Sestao (Kaiku)                   | Cristian Garma                 |
| CXVIII   | 2013 (3) | Hondarribia                      | Ioseba Amunarriz               |
| CXIX     | 2014     | Bermeo                           | Gorka Aranberri                |
| CXX      | 2015     | Bermeo                           | Gorka Aranberri                |
| CXXI     | 2016     | Bermeo                           | Gorka Aranberri                |
| CXXII    | 2017     | Orio                             | Gorka Aranberri                |
| CXXIII   | 2018     | Hondarribia                      | Ioseba Amunarriz               |
| CXXIV    | 2019     | Hondarribia                      | Ioseba Amunarriz               |
| CXXV     | 2020     | Hondarribia                      | Ioseba Amunarriz               |
| CXXVI    | 2021     | Santurce                         | Gorka Aranberri                |
| CXXVII   | 2022     | Bermeo                           | Gorka Aranberri                |
| CXXVIII  | 2023     | Bermeo                           | Gorka Aranberri                |
| CXXVIV   | 2024     | Bermeo                           | Gorka Aranberri                |

- (1) En 2016 los organizadores eliminaron esta edición del palmarés oficial, porque según ellos "la prueba no cumpliría con los criterios para que se pueda considerar una edición más de la Bandera de La Concha".[5] En 2017, el Ayuntamiento devolvió la bandera de esta edición al palmarés.[6]
- (2) La trainera que obtuvo mejor tiempo fue la Marina de Pedreña, pese a ser abordada en su propia calle por la Txiki de Orio llegando a chocar las palas. Pedreña fue descalificada posteriormente por una reclamación presentada por el Club Remo Olímpico Orio. La posterior reclamación de Pedreña ante la justicia ordinaria fue desestimada.[7]
- (3) La trainera que obtuvo mejor tiempo fue el Club de Remo Urdaibai, posteriormente descalificado por una reclamación presentada por la Asociación de Remo Hondarribia al haber choque de palas en la calle de los hondarribiarras.

### Palmarés por traineras
| Ranking | Trainera                                  | Banderas |
| ------- | ----------------------------------------- | -------- |
| 1.ª     | Orio                                      | 32       |
| 2.ª     | San Pedro                                 | 15       |
| 3.ª     | San Sebastián                             | 14       |
| 3.ª     | Hondarribia                               | 14       |
| 5.ª     | San Juan (San Juan, Koxtape y Donibaneko) | 10       |
| 6.ª     | Sestao (Kaiku e Iberia)                   | 8        |
| 6.ª     | Bermeo                                    | 8        |
| 8.ª     | Guetaria                                  | 5        |
| 9.ª     | Pedreña                                   | 4        |
| 9.ª     | Castro Urdiales                           | 4        |
| 9.ª     | Santurce                                  | 4        |
| 12.ª    | Ondárroa                                  | 2        |
| 12.ª    | Aguinaga                                  | 2        |
| 12.ª    | Lasarte                                   | 2        |
| 12.ª    | Zumaia                                    | 2        |
| 12.ª    | Astillero                                 | 2        |
| 17.ª    | Pasajes (La Unión)                        | 1        |

### Mejores tiempos
| Club                           | Tiempo   | Año  |
| Bermeo                         | 18:53.52 | 2017 |
| Asociación de Remo Hondarribia | 18:57.80 | 2017 |
| Castro                         | 18:59.94 | 2006 |

### Récords de ediciones consecutivas ganadas
| Récord                         | Club                          | Banderas                                |
| Ediciones consecutivas         | Donostia                      | 7 (todas las ediciones entre 1883-1894) |
| Ediciones en años consecutivos | Sociedad de Remo de San Pedro | 6 (ediciones entre 1927-1932)           |

### Títulos por provincias
| Provincia | Banderas | Traineras |
| Guipúzcoa | 97       | Club Remo Olímpico Orio 32, Sociedad de Remo de San Pedro 15, San Sebastián 14, Asociación de Remo Hondarribia 14, San Juan, Koxtape y Donibaneko Arraunlariak 10, Guetaria 5, Lasarte 2, Aguinaga 2, Club de Remo Aita Mari 2 y Pasajes La Unión 1 |
| Vizcaya   | 22       | Sestao 8, Club de Remo Urdaibai 8, Santurce 4 y Ondárroa 2 |
| Cantabria | 10       | Castro Urdiales 4, Pedreña 4 y Astillero 2 |